# Indosylvirana temporalis
Indosylvirana temporalis is een kikker uit de familie echte kikkers (Ranidae). Er is nog geen Nederlandse naam voor deze soort, die lange tijd behoorde tot het geslacht Rana. De soort werd voor het eerst wetenschappelijk beschreven door Albert Carl Lewis Gotthilf Günther in 1864. Oorspronkelijk werd de wetenschappelijke naam Hylorana temporalis gebruikt, en later de naam Hylarana temporalis. Onder deze laatste naam is de kikker in veel literatuur bekend.

## Uiterlijke kenmerken
De kleur is bruin, en varieert van lichtbruin tot roodbruin, de buik is lichter tot wit. De kikker is makkelijk van andere soorten te onderscheiden door de opvallende dorsolaterale lijsten aan weerszijden van de rug. Vrijwel alle Ranidae hebben deze plooien, maar bij deze soort zijn het eerder opstaande randen die doorlopen tot de punt van de snuit. Ook onder het oog, van de snuitpunt tot de voorpoot loopt een duidelijk zichtbare plooi die lichter tot wit van kleur is, waardoor de flank afsteekt als een door de plooien ingesloten driehoek met net achter het oog een bijna rond tympanum of trommelvlies. Vlak achter het oog is een donkere oogvlek aanwezig die soms doorloopt op de gehele flank die daardoor nog meer afsteekt. Een ander typisch kenmerk is de snuit, die puntig eindigt en sterk is afgeplat.

## Verspreiding en habitat
De wetenschappelijke naam lijkt sterk op die van de bruine kikker (Rana temporaria), en de namen worden soms door elkaar gehaald. In het veld zal er geen vergissing mogelijk zijn omdat de bruine kikker in Europa leeft, en Indosylvirana temporalis in Azië; in Bangladesh, India en Sri Lanka. Het is een bodembewonende soort die leeft in de strooisellaag van bossen tussen de bladeren en jaagt op kleine ongewervelden die hier leven.
De kikker gaat in aantal en verspreidingsgebied achteruit als gevolg van onder andere de houtkap waardoor de habitat verdwijnt. Ook het maken van dammen in rivieren heeft een negatieve invloed omdat het leefgebied uitdroogt.